# 人質救出作戦
人質救出作戦（ひとじちきゅうしゅつさくせん、英: Hostage Rescue, HR）は、犯人によって拘束された人質を救出するために行われる作戦をいう。

## 概要
人質事件は概ね建築物の内部に立て籠もる状況で発生する。これは人口密集地においてテロや遊撃行動、犯罪が集中するためである。しかし航空機、船、列車、自動車においても人質事件は発生しうる（ハイジャック、シージャック、バスジャック）。人質救出作戦においては人質を救出することが第一の目的である。

## 要領

### 事件発生
警察はまず人質事件が発生した場合速やかに現場に包囲網を二重に敷く。内側の包囲網は犯人が逃亡を防ぐためのものであり、外側の包囲網は作戦遂行を妨害する報道関係者、人質の家族や友人、野次馬を排除するためである。さらに狙撃手を視界と射界が確保できるように配置し、指揮所を内側の包囲網のすぐ後方に置いてそこで指揮及び統制をとる。この時点ですぐに部隊が突入できるように計画も準備される。

### 交渉
現場を確保してからは交渉人が犯人と電話で交渉に当たる。事件発生直後は犯人は興奮・恐怖しており最も危険度が高い。交渉人はこの間に話しかけ続けて犯人を落ち着かせ、犯人の精神状態などについての情報を収集しつつ、人質解放についての交渉を行う。多くはこの段階で投降して解決するが、もし平和的な解決が不可能な場合は人質救出部隊に解決を任せる。また交渉の間に突入に必要な情報を収集して準備しておく。

### 実力行使
人質が殺傷された・またはその危険性が極めて高い・包囲網が攻撃を受けた、の3つの事態に発展して初めて、法執行機関や軍の特殊部隊が突入して実力行使で犯人を排除し、人質を確保する。
突入法には以下の2通りがある。
- ステルス・エントリー

極秘裏。ドアや窓から音を立てないように滑り込み、犯人のいる部屋で初めて銃を構え、「警察（治安当局）だ! 武器を捨て手を上げろ!」などと大声で威嚇しながら一斉に突入する。相手が単独犯である場合に用いられる事が多い。
- ダイナミック・エントリー

迅速性を要する場合・犯人が複数箇所にいる場合。部隊はそれぞれ担当を定めてドアや壁を爆破、窓を破って突入する。この場合、電力会社の協力を得て、事前に建物を停電させるなどの攪乱が行われる場合もある。
当初決められた手順で各部屋スタングレネード（閃光手榴弾）や発煙弾、催涙弾、拳銃や短機関銃、自動小銃などを用いて制圧していき、人質の身柄を確保し、全ての犯人を発見・逮捕もしくは射殺する。

### 事後処理
全ての犯人が確認できない場合は犯人がどこかに隠れていないかを徹底的に捜索する。また人質は作戦遂行の障害とならないように拘束してから移動させ、安全を確保し、身元を確認する。人質の死傷はこの際に確認し、必要があれば応急処置を行った上で医療機関に移動させる。また事実確認を行い、突入した特殊部隊の死傷者が発生した場合は収容して一般の警察に管轄を委ね、現場を保護しておく。

## 主な事例
- あさま山荘事件（1972年2月19日-2月28日） - 河合楽器の保養所に管理人の妻を人質に取って立てこもった犯人に対し、警察はクレーンの先に取り付けた鉄球で山荘の壁を破壊。放水と催涙弾で犯人を制圧し、人質を救出した。
- エンテベ空港奇襲作戦（1976年6月27日-7月3日） - ハイジャックされたエールフランス航空機の乗客乗員を解放するため、イスラエル国防軍がウガンダのエンテベ国際空港で実施。ウガンダのイディ・アミン大統領に扮した特殊部隊の兵士がウガンダ兵を欺き、人質が監禁されていた空港の旧ターミナルビルを急襲、銃撃戦の末に人質を救出した（誤射で人質3人死亡）。
- 三菱銀行人質事件（1979年1月26日-1月28日） - 大阪の三菱銀行北畠支店で猟銃を乱射し警察官2人と銀行員2人を殺害、客や行員らを人質に立てこもった犯人に対し、警察は銀行のシャッターに穴を開けるなどして犯人と人質の位置を把握。カウンターの外側から包囲する形で接近した特殊部隊が犯人の一瞬の隙をついて射殺、人質全員を救出した。
- 在ペルー日本大使公邸占拠事件（1996年12月17日-1997年4月22日） - トンネルを用いた救出作戦。犯人が1階に、人質が2階に集まったところで、トンネルの出口となる1階の床を爆破し突入、人質を救出した（人質1人死亡）。
- モスクワ劇場占拠事件（2002年10月23日-10月26日） - 犯人を眠らせるため無力化ガスを流し込み、結果として129人の人質が窒息死した。
- イングリッド・ベタンクール事件（2002年2月23日-2008年7月2日） - コロンビア革命軍の人質となった女性らを解放するため、コロンビア政府が計画・実行した「王手作戦」。ジャングルで監禁されていた人質たちを「別の場所に移送する」と騙し、民間機に偽装した大型ヘリに乗せ、犯人の仲間に変装した特殊部隊が犯人を拘束、1発の銃弾も使わず人質全員を救出した。